# 老赫伯特·諾曼·施瓦茨科夫
老赫伯特·諾曼·施瓦茨科夫 （Herbert Norman Schwarzkopf，1895年8月28日—1958年11月25日），美國軍人（陸軍少將）、美國新澤西州警察局第一任總警監，因偵破林德伯格幼子綁架案而聞名，他也是1991年海灣戰爭期間指揮沙漠風暴行動的聯軍總司令諾曼·施瓦茨科夫的父親。

## 早年生活
老赫伯特·諾曼·施瓦茨科夫出生在新澤西州紐華克市的德國裔移民家庭。父親是朱利葉斯·喬治·施瓦茨科夫（Julius George Schwarzkopf），母親是艾格尼絲·薩拉·施密特（Agnes Sarah Schmidt）。老赫伯特·諾曼·施瓦茨科夫曾就學於巴林格高中，高中畢業後，他進入到西點軍校學習。

## 職業生涯

### 參加第一次世界大戰
1917年他從西點軍校畢業之後，第一次世界大戰還在進行，他作爲美國遠征軍被直接派往歐洲前綫，在戰場上因爲遭到了德軍施放的芥子氣攻擊，爲此他落下了呼吸道疾病的病根。戰爭結束之後，考慮到他的德國裔背景以及德語流利，他留在歐洲作爲美軍駐當地的憲兵司令。

### 警察職業
老赫伯特·諾曼·施瓦茨科夫以上校軍銜從歐洲回到美國之後，1921年被新澤西州州長愛德華兹州長任命爲新成立的新澤西州警察縂警監。就任之後，他親自培訓了25名首批警察，並將其組成兩支警隊。一個是北部支隊，專門巡視監控黑手黨在紐約市地區的販毒活動；另一個是南部騎警支隊，用以負責打擊私自釀酒（Moonshine）的違法活動。由於他與後任的州長哈羅德·G·霍夫曼經常發生衝突而在1936年被解職。

#### 林德伯格幼子綁架案
1932年3月1日晚，查爾斯·林德伯格20個月大的兒子查理遭到綁架，時年37歲的施瓦茨科夫在案發之後，和副手趕到案發地點的東安威爾鎮，并在林德伯格住宅附近設立了破案辦公室。經過刑偵判斷，施瓦茨科夫認爲作案者并非職業綁匪，而是當地人，因爲作案者熟悉林德伯格的房子以及提出要價並不高的5萬美元贖金。5月12日被綁架的查理的屍體被發現。經過歷時兩年警方對案件的追蹤，凶犯最終於1934年9月9日落網，並於1936年4月被處決。

### 重返軍界
二戰爆發之後，他重新回到了軍界。1942年，伊朗國王禮薩·沙阿在盟軍壓力之下，被迫放棄權力離開伊朗，施瓦兹科夫作爲美國軍事顧問團成員被派往伊朗，施瓦兹科夫協助伊朗總理艾哈邁德·蓋瓦姆負責組建當地的警察，並協助伊朗政府阻止了蘇聯干涉阿塞拜疆的企圖，因而贏得了艾哈邁德·蓋瓦姆的好評。
二戰結束之後，他被提升為準將，并在1940年代末被派往德國，擔任美國占領區的憲兵司令。
1953年他被中情局派往伊朗，與中情局高官小克米特·羅斯福一道參與了旨在支持巴列維國王，推翻伊朗政府總理穆罕默德·摩薩台的阿賈克斯行動的政變。在此過程中，施瓦兹科夫協助訓練了後來成爲臭名昭著的伊朗薩瓦克情報特工組織。

## 晚年
施瓦茨科夫退役之前，他的軍銜提升為少將。1958年11月25日施瓦茨科夫因肺癌去世。去世之後，他被安葬在西點軍人公墓。